# Lehnerita
La lehnerita és un mineral de la classe dels fosfats que pertany al grup de la metaautunia. Rep el nom en honor de Ferdinand Lehner (1868–1943), col·leccionista de minerals alemany, de Pleystein, Baviera. Va ser un dels primers col·leccionistes de minerals de Hagendorf.
El nom lehnerita ja havia estat introduït per F. Müllbauer (1925) per a un altre mineral que va acabat sent desacreditat més tard al demostrar-se que era idèntic a la ludlamita. Com que la denominació actual va ser proposada pel Dr. A Mücke (1988), aquesta espècie també es coneix com lehnerite (of Mücke).

## Característiques
La lehnerita és un fosfat de fórmula química Mn2+(UO₂)₂(PO₄)₂·8H₂O. Va ser aprovada com a espècie vàlida per l'Associació Mineralògica Internacional l'any 1986, sent publicada per primera vegada el 1988. Cristal·litza en el sistema monoclínic. La seva duresa a l'escala de Mohs es troba entre 2 i 3.
Segons la classificació de Nickel-Strunz, la lehnerita pertany a «08.EB: Uranil fosfats i arsenats, amb ràtio UO₂:RO₄ = 1:1» juntament amb els següents minerals: autunita, heinrichita, kahlerita, novačekita-I, saleeïta, torbernita, uranocircita, uranospinita, xiangjiangita, zeunerita, metarauchita, rauchita, bassetita, metaautunita, metasaleeïta, metauranocircita, metauranospinita, metaheinrichita, metakahlerita, metakirchheimerita, metanovačekita, metatorbernita, metazeunerita, przhevalskita, metalodevita, abernathyita, chernikovita, metaankoleïta, natrouranospinita, trögerita, uramfita, uramarsita, threadgoldita, chistyakovaïta, arsenuranospatita, uranospatita, vochtenita, coconinoïta, ranunculita, triangulita, furongita i sabugalita.

## Formació i jaciments
Va ser descoberta a Alemanya, concretament a la pegmatita Hagendorf South, situada a la localitat de Hagendorf, dins Waidhaus, al districte de Neustadt an der Waldnaab (Alt Palatinat, Baviera). Aquest indret és l'únic a tot el planeta on ha estat descrita aquesta espècie mineral.